# Yelena Visiúlina
Yelena Dmítrievna Visiúlina (translitera del cirílico Елена Дмитриевна VissЮлина, Olena en ucraniano; 17 de mayojul./ 29 de mayo de 1898greg. - 19 de octubre de 1972) fue una botánica rusa, que realizó innumerables expediciones botánicas, entre las que se encuentran unas realizadas a los Cárpatos.
Su principal línea de investigación fue dedicada a los problemas de la morfología, anatomía, y sistemática de plantas. Describió 13 especies nuevas, como Aconitum rogoviczii Wissjul., Althaea bordzilovskii Wissjul., Medicago kotovii Wissjul. y otras, 10 subespecies de formas vegetales. Autor de 75 artículos científicos. Fue autor de listas de malezas de Ucrania.
Autor principal y editor asociado de la edición de 12 volúmenes de la "Flora de la URSS", en los que trabajó con 30 familias, incluyendo las Fabaceae Lindl.), Ranunculaceae Juss.), Solanaceae Juss.), Campanulaceae Juss. y otras. Coautor del manual "Clave de Plantas de Ucrania." Publicó seis trabajos científicos y de divulgación en forma de folleto.
- La abreviatura «Wissjul.» se emplea para indicar a Yelena Visiúlina como autoridad en la descripción y clasificación científica de los vegetales.[2]